# Waukomis
Waukomis – miasto w Stanach Zjednoczonych, w stanie Oklahoma, w hrabstwie Garfield.